# Tony Award/Bestes Bühnenbild
Der Tony Award for Best Scenic Design in a Play (deutsch: Tony Award für das beste Bühnenbild in einem Theaterstück) ist ein US-amerikanischer Theater- und Musicalpreis, der erstmals 1960 verliehen wurde.

## Geschichte und Hintergrund
Die Tony Awards werden seit 1947 jährlich in zahlreichen Kategorien von circa 700 Juroren vergeben, die sich aus der Unterhaltungsbranche und Presse der Vereinigten Staaten rekrutieren. Eine dieser Kategorien ist der Tony Award for Best Scenic Design in a Play, der erstmals 1960 vergeben wurde. Von 1947 bis 1959 und 1962 bis 2004 wurden sowohl Theaterstücke als auch Musicals gemeinsam in der Kategorie Tony Award for Best Scenic Design ausgezeichnet.

## Gewinner und Nominierte
Die Übersicht der Gewinner und Nominierten listet pro Jahr die nominierten Bühnenbildner und die jeweiligen Theaterstücke. Der Gewinner eines Jahres ist grau unterlegt angezeigt.

### 1960–1961
| Jahr                  | Bühnenbildner        | Theaterstück | Deutscher Titel |
| --------------------- | -------------------- | ------------ | --------------- |
| 1960                  |                      |              |                 |
| Howard Bay            | Toys in the Attic    |              |                 |
| Will Steven Armstrong | Caligula             | Caligula     |                 |
| David Hays            | The Tenth Man        |              |                 |
| George C. Jenkins     | The Miracle Worker   |              |                 |
| Jo Mielziner          | The Best Man         |              |                 |
| 1961                  |                      |              |                 |
| Oliver Smith          | Becket               |              |                 |
| Roger Furse           | Duel of Angels       |              |                 |
| David Hays            | All the Way Home     |              |                 |
| Jo Mielziner          | The Devil's Advocate |              |                 |
| Rouben Ter-Arutunian  | Advise and Consent   |              |                 |

### 2005–2009
| Jahr                       | Bühnenbildner              | Theaterstück        | Deutscher Titel |
| -------------------------- | -------------------------- | ------------------- | --------------- |
| 2005                       |                            |                     |                 |
| Scott Pask                 | The Pillowman              | Der Kissenmann      |                 |
| John Lee Beatty            | Doubt                      |                     |                 |
| David Gallo                | Gem of the Ocean           |                     |                 |
| Santo Loquasto             | Glengarry Glen Ross        |                     |                 |
| 2006                       |                            |                     |                 |
| Bob Crowley                | The History Boys           |                     |                 |
| John Lee Beatty            | Rabbit Hole                |                     |                 |
| Santo Loquasto             | Three Days of Rain         |                     |                 |
| Michael Yeargan            | Awake and Sing!            |                     |                 |
| 2007                       |                            |                     |                 |
| Bob Crowley und Scott Pask | The Coast of Utopia        |                     |                 |
| Jonathan Fensom            | Journey's End              |                     |                 |
| David Gallo                | Radio Golf                 |                     |                 |
| Ti Green und Melly Still   | Coram Boy                  |                     |                 |
| 2008                       |                            |                     |                 |
| Todd Rosenthal             | August: Osage County       |                     |                 |
| Peter McKintosh            | The 39 Steps               | Die 39 Stufen       |                 |
| Scott Pask                 | Les Liaisons Dangereuses   |                     |                 |
| Anthony Ward               | Macbeth                    | Macbeth             |                 |
| 2009                       |                            |                     |                 |
| Derek McLane               | 33 Variations              |                     |                 |
| Dale Ferguson              | Exit the King              |                     |                 |
| Rob Howell                 | The Norman Conquests       | Normans Eroberungen |                 |
| Michael Yeargan            | Joe Turner's Come and Gone |                     |                 |

### 2010–2019
| Jahr                          | Bühnenbildner                                     | Theaterstück                           | Deutscher Titel |
| ----------------------------- | ------------------------------------------------- | -------------------------------------- | --------------- |
| 2010                          |                                                   |                                        |                 |
| Christopher Oram              | Red                                               |                                        |                 |
| John Lee Beatty               | The Royal Family                                  |                                        |                 |
| Alexander Dodge               | Present Laughter                                  |                                        |                 |
| Santo Loquasto                | Fences                                            |                                        |                 |
| 2011                          |                                                   |                                        |                 |
| Rae Smith                     | War Horse                                         | Gefährten                              |                 |
| Todd Rosenthal                | The Motherfucker With the Hat                     |                                        |                 |
| Ultz                          | Jerusalem                                         |                                        |                 |
| Mark Wendland                 | The Merchant of Venice                            | Der Kaufmann von Venedig               |                 |
| 2012                          |                                                   |                                        |                 |
| Donyale Werle                 | Peter and the Starcatcher                         |                                        |                 |
| John Lee Beatty               | Other Desert Cities                               |                                        |                 |
| Daniel Ostling                | Clybourne Park                                    | Clybourne Park                         |                 |
| Mark Thompson                 | One Man, Two Guvnors                              |                                        |                 |
| 2013                          |                                                   |                                        |                 |
| John Lee Beatty               | The Nance                                         |                                        |                 |
| Santo Loquasto                | The Assembled Parties                             |                                        |                 |
| David Rockwell                | Lucky Guy                                         |                                        |                 |
| Michael Yeargan               | Golden Boy                                        |                                        |                 |
| 2014                          |                                                   |                                        |                 |
| Beowulf Boritt                | Act One                                           |                                        |                 |
| Bob Crowley                   | The Glass Menagerie                               | Die Glasmenagerie                      |                 |
| Es Devlin                     | Machinal                                          |                                        |                 |
| Christopher Oram              | The Cripple of Inishmaan                          |                                        |                 |
| 2015                          |                                                   |                                        |                 |
| Bunny Christie und Finn Ross  | The Curious Incident of the Dog in the Night-Time |                                        |                 |
| Bob Crowley                   | Skylight                                          |                                        |                 |
| Christopher Oram              | Wolf Hall Parts One &amp; Two                     |                                        |                 |
| David Rockwell                | You Can't Take It with You                        |                                        |                 |
| 2016                          |                                                   |                                        |                 |
| David Zinn                    | The Humans                                        |                                        |                 |
| Beowulf Boritt                | Thérèse Raquin                                    |                                        |                 |
| Christopher Oram              | Hughie                                            |                                        |                 |
| Jan Versweyveld               | A View from the Bridge                            |                                        |                 |
| 2017                          |                                                   |                                        |                 |
| Nigel Hook                    | The Play That Goes Wrong                          | Chaos auf Schloss Haversham            |                 |
| David Gallo                   | Jitney                                            |                                        |                 |
| Douglas W. Schmidt            | The Front Page                                    |                                        |                 |
| Michael Yeargan               | Oslo                                              |                                        |                 |
| 2018                          |                                                   |                                        |                 |
| Christine Jones               | Harry Potter and the Cursed Child                 | Harry Potter und das verwunschene Kind |                 |
| Miriam Buether                | Three Tall Women                                  |                                        |                 |
| Jonathan Fensom               | Farinelli and the King                            |                                        |                 |
| Santo Loquasto                | The Iceman Cometh                                 |                                        |                 |
| Ian MacNeil und Edward Pierce | Angels in America                                 |                                        |                 |
| 2019                          |                                                   |                                        |                 |
| Rob Howell                    | The Ferryman                                      |                                        |                 |
| Miriam Buether                | To Kill a Mockingbird                             |                                        |                 |
| Bunny Christie                | Ink                                               |                                        |                 |
| Santo Loquasto                | Gary: A Sequel to Titus Andronicus                |                                        |                 |
| Jan Versweyveld               | Network                                           |                                        |                 |

### 2020–2021
| Jahr                                  | Bühnenbildner                                                      | Theaterstück                       | Deutscher Titel |
| ------------------------------------- | ------------------------------------------------------------------ | ---------------------------------- | --------------- |
| 2020/2021                             |                                                                    |                                    |                 |
| Rob Howell                            | A Christmas Carol                                                  |                                    |                 |
| Bob Crowley                           | The Inheritance                                                    |                                    |                 |
| Soutra Gilmour                        | Betrayal                                                           | Betrogen                           |                 |
| Derek McLane                          | A Soldier's Play                                                   |                                    |                 |
| Clint Ramos                           | Slave Play                                                         |                                    |                 |
| 2022                                  |                                                                    |                                    |                 |
| Es Devlin                             | The Lehman Trilogy                                                 |                                    |                 |
| Beowulf Boritt                        | POTUS                                                              |                                    |                 |
| Michael Carnahan und Nicholas Hussong | Skeleton Crew                                                      |                                    |                 |
| Anna Fleischle                        | Hangmen                                                            |                                    |                 |
| Scott Pask                            | American Buffalo                                                   |                                    |                 |
| Adam Rigg                             | The Skin of Our Teeth                                              | Wir sind noch einmal davongekommen |                 |
| 2023                                  |                                                                    |                                    |                 |
| Andrzej Goulding und Tim Hatley       | Life of Pi                                                         |                                    |                 |
| Miriam Buether                        | Prima Facie                                                        |                                    |                 |
| Rachel Hauck                          | Good Night, Oscar                                                  |                                    |                 |
| Richard Hudson                        | Leopoldstadt                                                       |                                    |                 |
| Dane Laffrey und Lucy Mackinnon       | A Christmas Carol                                                  |                                    |                 |
| 2024                                  |                                                                    |                                    |                 |
| David Zinn                            | Stereophonic                                                       |                                    |                 |
| dots                                  | Appropriate                                                        |                                    |                 |
| dots                                  | An Enemy of the People                                             | Ein Volksfeind                     |                 |
| Derek McLane                          | Purlie Victorious: A Non-Confederate Romp through the Cotton Patch |                                    |                 |
| David Zinn                            | Jaja’s African Hair Braiding                                       |                                    |                 |

## Statistiken
- Mehrfache Gewinner
  - 2 Gewinne: Bob Crowley und Scott Pask

- Mehrfache Nominierungen
  - 6 Nominierungen: Santo Loquasto
  - 5 Nominierungen: John Lee Beatty und Bob Crowley
  - 4 Nominierungen: Christopher Oram und Michael Yeargan
  - 3 Nominierungen: David Gallo, Rob Howell, Scott Pask und Beowulf Boritt
  - 2 Nominierungen: Miriam Buether, Bunny Christie, Jonathan Fensom, David Hays, Derek McLane, Jo Mielziner, David Rockwell, Todd Rosenthal und Jan Versweyveld